# Ляскельское сельское поселение
Ля́скельское се́льское поселе́ние — упразднённое муниципальное образование (сельское поселение) с центром в посёлке Ляскеля, входившее в состав Питкярантского района Республики Карелия Российской Федерации. Существовало с 2004 по 2023 годы.

## История и география
Ляскельское сельское поселение граничило на западе с Харлуским сельским поселением, на востоке с Импилахтинским сельским поселением, на северо-востоке — с Лоймольским сельским поселением Суоярвского района, а на юго-западе, по Ладожскому озеру, с Сортавальским городским поселением.
В 2023 году все входившие в состав Питкярантского муниципального района поселения (одно городское и четыре сельских) были упразднены и объединены в Питкярантский муниципальный округ.

## Население
| 2009  | 2010  | 2012  | 2013  | 2014  | 2015  | 2016  |
| ----- | ----- | ----- | ----- | ----- | ----- | ----- |
| 3677  | ↘3121 | ↘3046 | ↘2946 | ↘2881 | ↘2806 | ↘2749 |
| 2017  | 2018  | 2019  | 2020  | 2021  | 2023  |       |
| ↘2742 | ↘2674 | ↘2589 | ↘2555 | ↗2682 | ↘2630 |       |

## Населённые пункты
В состав сельского поселения входили 5 населённых пунктов (в том числе 2 населённых пункта в составе посёлка Ляскеля):
| № | Населённый пункт | Тип     | Население | Фин.название | Карел.название |
| - | ---------------- | ------- | --------- | ------------ | -------------- |
| 1 | Керисюрья        | деревня | ↘58       | Kerisyrjä    | Kerisyrjä      |
| 2 | Ляскеля          | посёлок | ↘2888     | Läskelä      | Läskelä        |
| 3 | Пауссу           | деревня | →0        | Paussu       | Paussu         |
| 4 | Хийденсельга     | посёлок |           | Hiidenselkä  | Hiijenselgy    |
| 5 | Янис             | деревня |           | Jänis        | Jänis          |